# Charles Robert Wynn-Carington
Pour les articles homonymes, voir Wynn et Carrington.
Charles-Robert Wynn Carrington (16 mai 1843 – 13 juin 1928), 3e baron Carrington, puis 1er comte Carrington puis 1er marquis de Lincolnshire, est un homme politique libéral britannique qui est le dix-septième gouverneur de Nouvelle-Galles du Sud. 
Fils de Robert Carrington (2e baron Carrington) et de Charlotte Augusta-Drummond Willoughby, il est né à Whitehall, à Londres et fait ses études à Eton et Trinity College, à Cambridge. Il siège à la Chambre des communes comme libéral de la circonscription de Wycombe de 1865 jusqu'en 1868. Il est ensuite gouverneur de Nouvelle-Galles du Sud de 1885 à 1890, puis Lord Chamberlain de 1892 à 1895, puis ministre de l'Agriculture entre 1905 et 1911, dans les gouvernements de sir Henry Campbell-Bannerman et d'Herbert Henry Asquith.